# Джуліано Галоппо
Джуліано Галоппо (ісп. Giuliano Galoppo; нар. 18 червня 1999, Буенос-Айрес) — аргентинський футболіст, півзахисник клубу «Рівер Плейт».

## Біографія
Вихованець клубів «Атлетіко де Рафаела», «Бока Хуніорс» «Банфілд». 26 листопада 2018 року в матчі проти «Расінга» з Авельянеди він дебютував в аргентинській Прімері.
У 2021 році Джуліано став найкращим бомбардиром «Банфілда» у чемпіонаті Аргентини, забивши сім м'ячів. У 2022 році півзахисник перевершив свій результат, забивши вісім голів уже на початок липня, задовго до завершення сезону. Загалом за 5 сезонів провів за рідну команду 86 матчів в усіх турнірах і забив 21 гол.
26 липня 2022 року аргентинець за 6 млн доларів США перейшов у бразильський «Сан-Паулу», підписавши контракт ідо 2027 року. Джуліано Галоппо став першим футболістом у Південній Америці, чий трансфер відбувся за допомогою криптовалют. У 2023 році він став першим аргентинським гравцем в історії, який став найкращим бомбардиром Ліги Паулісти, забивши вісім голів. З командою виграв Кубок і Суперкубок Бразилії. Після втрати місця в основі у наступному сезоні, 7 січня 2025 року перейшов на правах орендна один рік у «Рівер Плейт».

## Досягнення
- Володар Кубка Бразилії: 2023[7]
- Володар Суперкубка Бразилії: 2024[8]

### Індивідуальні
- Найкращий бомбардир Ліги Паулісти: 2023 (8 голів)

## Особисте життя
Батько Джуліано, Марселіно Галоппо, був футболістом у 1990—2000-ті роки, виступав за такі команди, як «Платенсе», «Кільмес», «Чакаріта Хуніорс», «Тальєрес» і «Архентінос Хуніорс».